# Karl Dussik
Karl Dussik (ur. 9 stycznia 1908 w Wiedniu, zm. 19 marca 1968 w Lexington) – austriacko-amerykański neurolog i psychiatra.
Studiował na Uniwersytecie Wiedeńskim, studia rozpoczęte w 1926 roku ukończył w 1931. Od 1932 do 1938 praktykował w Wiedniu jako neurolog i psychiatra. Razem z bratem, fizykiem Friedrichem Dussikiem, badał w 1937 roku przydatność fal ultradźwiękowych w diagnostyce medycznej.

## Wybrane prace
- Myxödem bei Syringomyelie. Wiener klinische Wochenschrift 11 (1937)
- Karl Theo Dussik, K. Eckel: Zentralnervensystem und Sauerstoffmangel-Belastung. 1949.
- Weitere Ergebnisse der Ultraschalluntersuchung bei Gehirnerkrankungen. Acta Neurochirurgica 2, No 3-4, 379-401 (1952)